# Les Noës
Les Noës är en kommun i departementet Loire i regionen Auvergne-Rhône-Alpes i centrala Frankrike. Kommunen ligger i kantonen Saint-Haon-le-Châtel som tillhör arrondissementet Roanne. År 2022 hade Les Noës 208 invånare.

## Befolkningsutveckling
Antalet invånare i kommunen Les Noës
| Referens: INSEE |